# سوسنووی بور (شهرستان بیرسکی، باشقیرستان)
سوسنووی بور (انگلیسی: Sosnovy Bor, Birsky District, Republic of Bashkortostan) یک شهرک در شهرستان بیرسکی باشقیرستان کشور روسیه است.